# Lasioglossum bicolor
Lasioglossum bicolor là một loài Hymenoptera trong họ Halictidae. Loài này được Walker mô tả khoa học năm 1995.